# Florencio Varela (Buenos Aires)
Florencio Varela je město v Argentině na území provincie Buenos Aires. Je centrem stejnojmenného partida. V roce 2001 v něm žilo 79 678 obyvatel. Je součástí aglomerace Velkého Buenos Aires.

## Dějiny
Bylo založeno v roce 1891 Juanem de la Cruz Contrerasem. Je pojmenováno po spisovateli Florenciu Varelovi.